# NS 7000
De serie NS 7000 was een serie tenderlocomotieven van de Nederlandse Spoorwegen (NS) en diens voorgangers Maatschappij tot Exploitatie van Staatsspoorwegen (SS) en Nederlandsche Centraal-Spoorweg-Maatschappij (NCS).

## Aanschaf
In 1899 kocht de NCS een tenderlocomotief bij de Sächsische Machinenfabrik in Chemnitz voor gebruik op de lokaalspoorlijnen naar voorbeeld van de serie 2311-2380 van de Franse spoorwegmaatschappij Compagnie des chemins de fer du Nord. Nadat deze als 41 in dienst gestelde locomotief zich bij de NCS bewezen had, werd een vervolgbestelling voor vier locomotieven geplaatst, die in 1901 als 42-45 in dienst werden gesteld. Was de 41 nog in de oorspronkelijke groene NCS kleurstelling geleverd, de 42-45 werden in de in 1901 ingevoerde nieuwe okergele kleurstelling met olijfgroene banden en witte en rode biezen gestoken.
In 1901 werden alle vijf de locomotieven 41-45 verkocht aan de Nederlandsche Buurtspoorweg-Maatschappij (NBM).
In 1902 en 1903 werden respectievelijk nog drie en twee locomotieven, de 46-48 en 49-50, geleverd. Ditmaal gebouwd door Hohenzollern in Düsseldorf-Grafenberg.

## Modificaties
Alle tien de locomotieven waren zonder oververhitter gebouwd. In 1909 werden de 42 en 48 voorzien van een rookkastoververhitter van Verloop, nadat hiermee gunstige resultaten waren verkregen bij de sneltreinlocomotieven 19 en 21. Nadat de rookkastoververhitter ook bij de 42 en 48 gunstige resultaten opleverde, werden in 1910 en 1911 ook de 43, 47 en 50 hiervan voorzien. De 48 werd in 1912 ontdaan van de rookkastoververhitter en verbouwd tot volbezette overhitter. De 41 werd in 1914 door Werkspoor in Amsterdam verbouwd tot vlambuisoververhitter.
In 1916 kocht de NCS de vijf aan de NBM verkochte locomotieven terug.
In 1919 werd de exploitatie van de NCS overgenomen door de SS, waarbij deze locomotieven in de SS-nummering werden opgenomen als 151-160.
Bij de samenvoeging van het materieelpark van de HSM en de SS in 1921 kregen de locomotieven van deze serie de NS-nummers 7001-7010. De NS zette de ombouw tot oververhitters voort, waardoor uiteindelijk alle locomotieven van deze serie van een oververhitter waren voorzien. Andere door de NS uitgevoerde wijzigingen betroffen het aanbrengen van een zandkist op de ketel omstreeks 1924 en het verwijderen van de bel na 1938.

## Inzet door NS
De NS zette deze locomotieven onder andere in op de Haarlemmermeerlijnen, ter vervanging van de serie 7700.
Vanaf 1954 werd de 7001 door de NS op de NTM lijn tussen Groningen en Drachten ingezet. Als laatste voormalige NCS-locomotief werd de 7001 in 1954 buiten dienst gesteld, waarna de locomotief nog enige maanden als stoomleverancier in Assen heeft gediend.

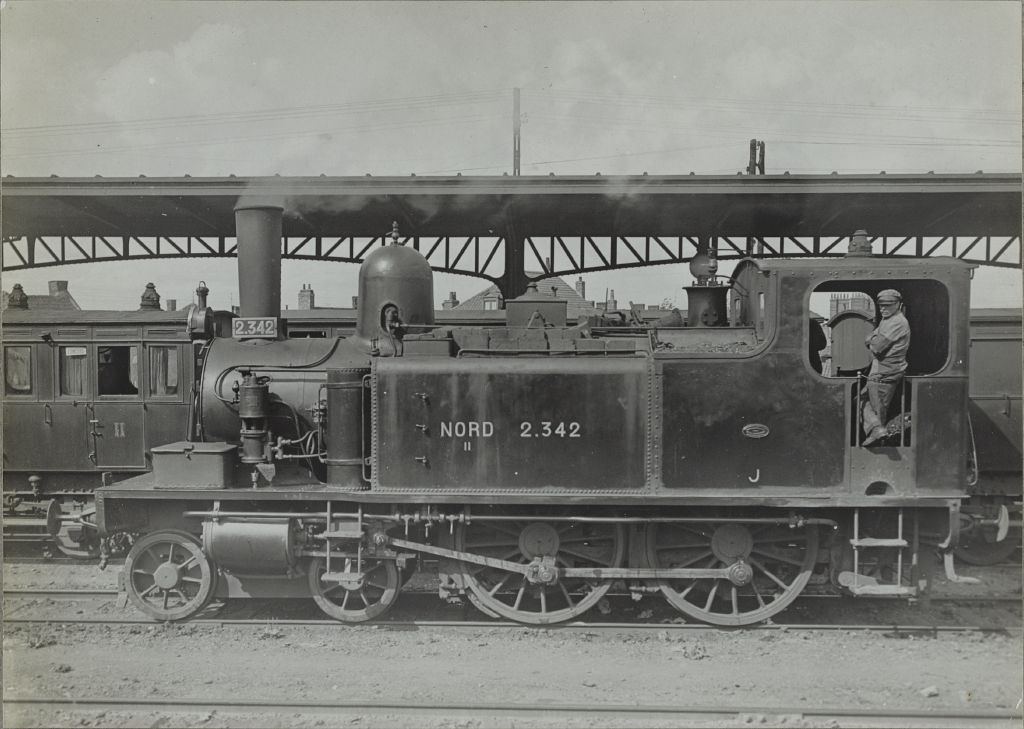
Voorbeeld voor de Ns 7000 serie. (Du Nord 2.342)

De NS 7009 werd in 1951 aan de Kempensche Zinkmaatschappij in Budel verkocht. De loc bleef daar onder zijn NS-nummer tot omstreeks 1960 en werd toen aldaar gesloopt.
| Fabrikant                 | Fabrieksnummer | Bouwjaar | NCS nummer | SS nummer | NS nummer | Afvoer | Bijzonderheden |
| ------------------------- | -------------- | -------- | ---------- | --------- | --------- | ------ | -------------- |
| Sächsische Machinenfabrik | 2471           | 1899     | 41         | 151       | 7001      | 1954   |                |
| Sächsische Machinenfabrik | 2472           | 1901     | 42         | 152       | 7002      | 1952   |                |
| Sächsische Machinenfabrik | 2473           | 1901     | 43         | 153       | 7003      | 1951   |                |
| Sächsische Machinenfabrik | 2474           | 1901     | 44         | 154       | 7004      | 1952   |                |
| Sächsische Machinenfabrik | 2475           | 1901     | 45         | 155       | 7005      | 1952   |                |
| Hohenzollern              | 1544           | 1902     | 46         | 156       | 7006      | 1954   |                |
| Hohenzollern              | 1545           | 1902     | 47         | 157       | 7007      | 1948   |                |
| Hohenzollern              | 1546           | 1902     | 48         | 158       | 7008      | 1953   |                |
| Hohenzollern              | 1618           | 1903     | 49         | 159       | 7009      | 1951   |                |
| Hohenzollern              | 1619           | 1903     | 50         | 160       | 7010      | 1947   |                |

## Afbeeldingen

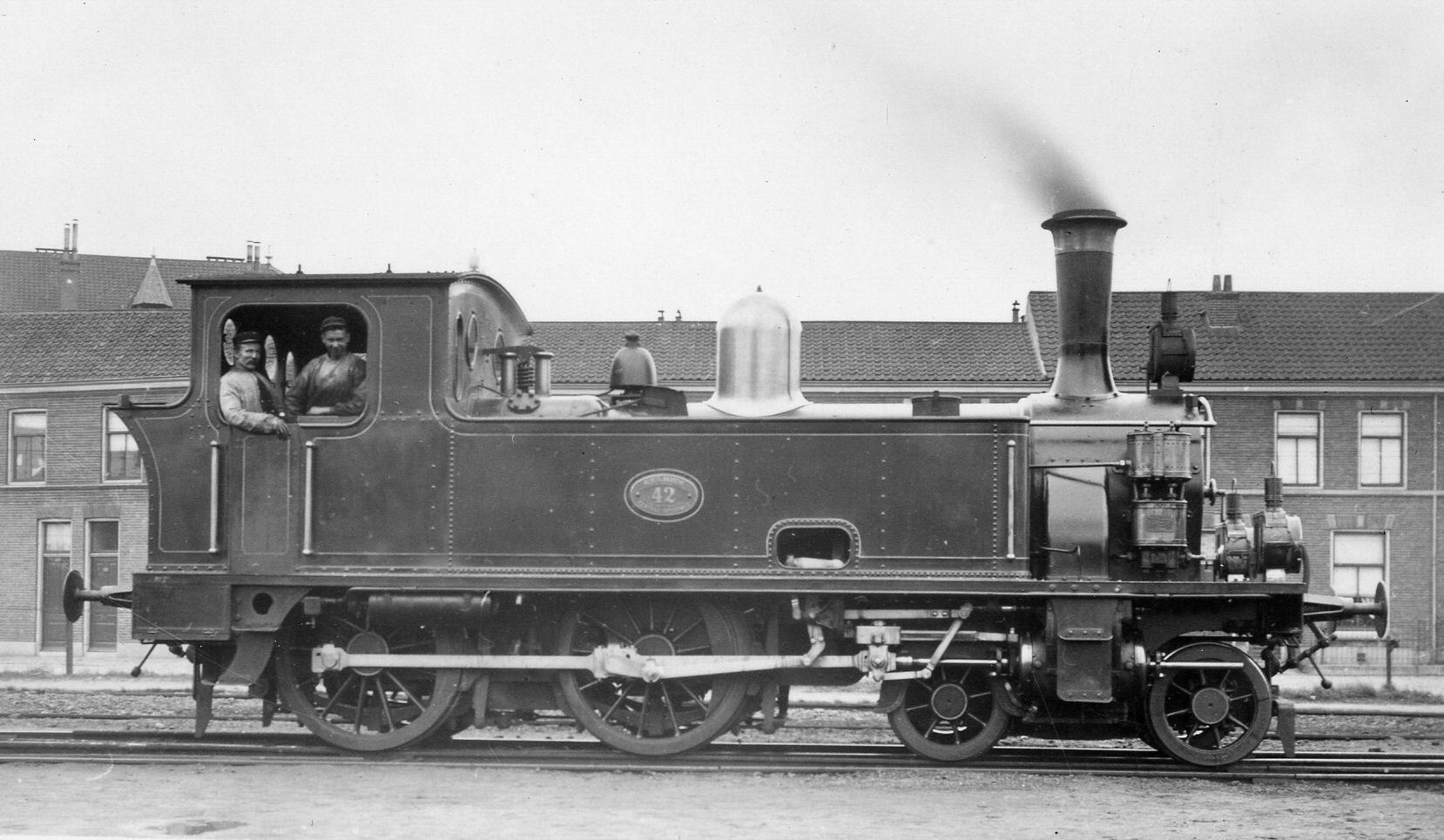
Stoomlocomotief nr. 42 van de NCS (serie 41-50, later serie 151-160 van de SS en serie 7000 van de NS) te Utrecht, ter hoogte van de Boorstraat.
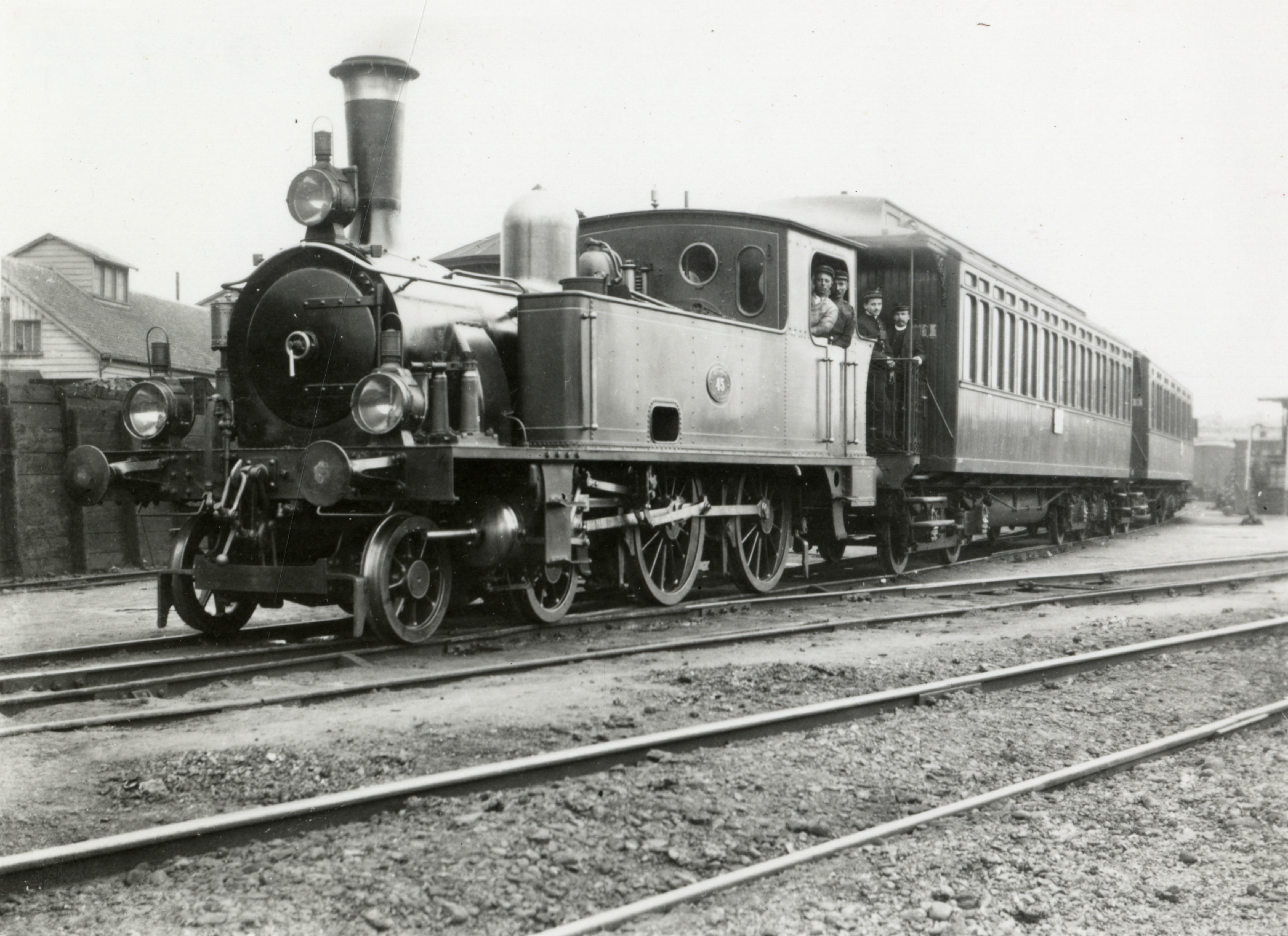
Stoomlocomotief nr. 45 van de NCS (serie 41-50, later serie 151-160 van de SS en serie 7000 van de NS) met een trein te Utrecht.
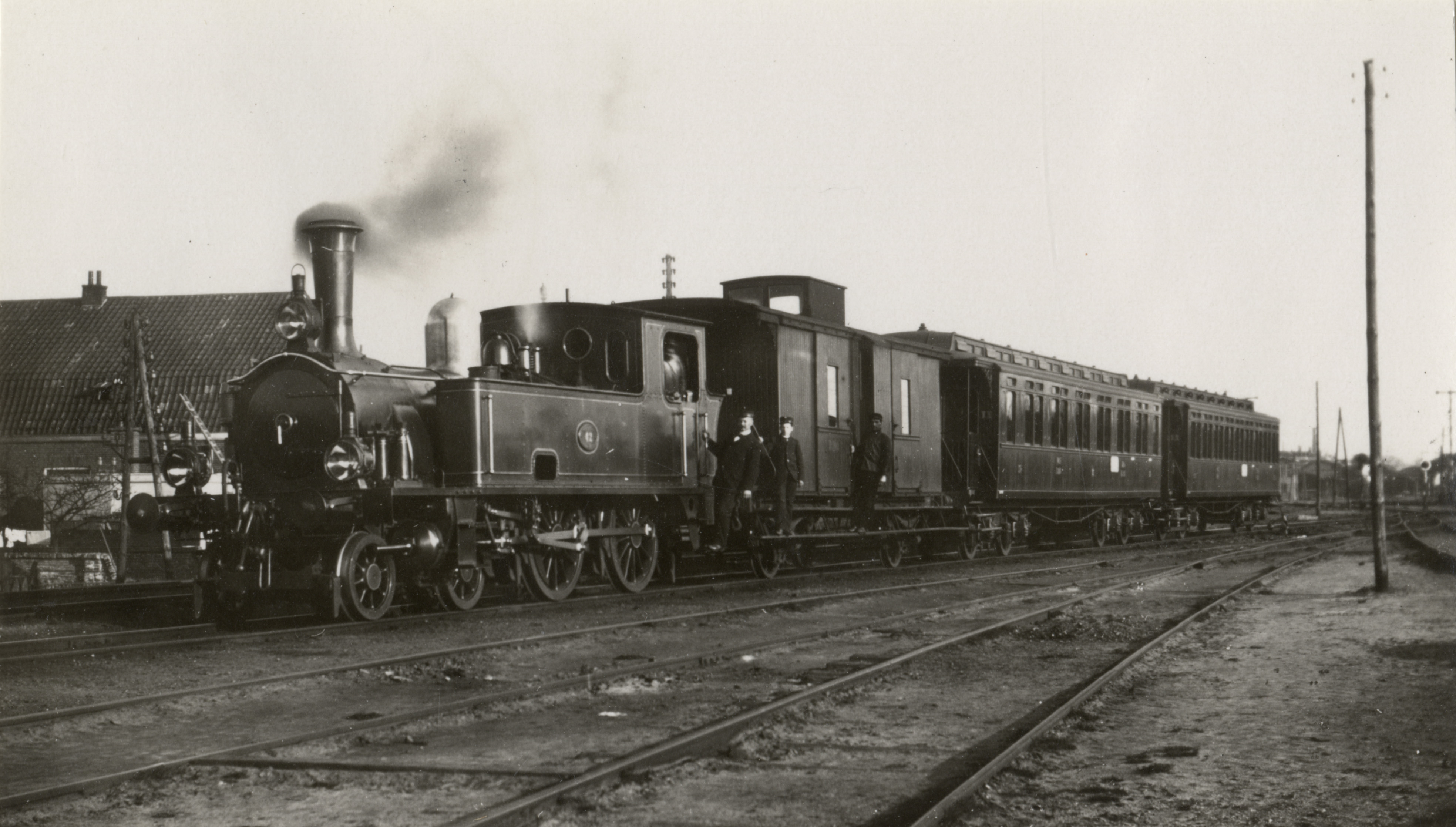
Stoomlocomotief nr. 42 van de NCS (serie 41-50, later serie 151-160 van de SS en serie 7000 van de NS) met een lokaaltrein te Utrecht.
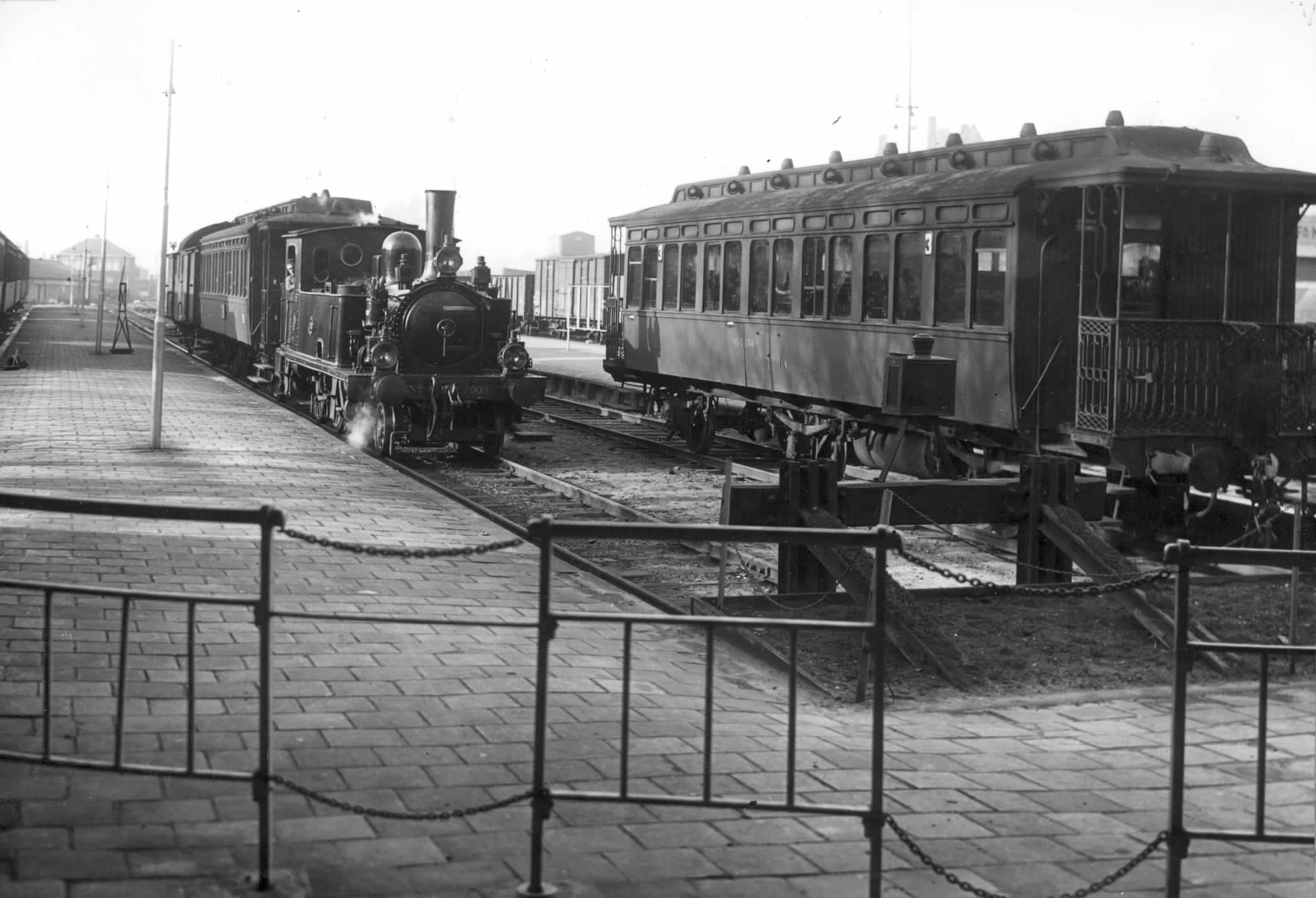
NS-rijtuig 3de klasse met links de aankomst van stoomlocomotief nr. 7003 van de NS (serie 7000) met een rijtuig en goederenwagen op het Station Amsterdam Haarlemmermeer.
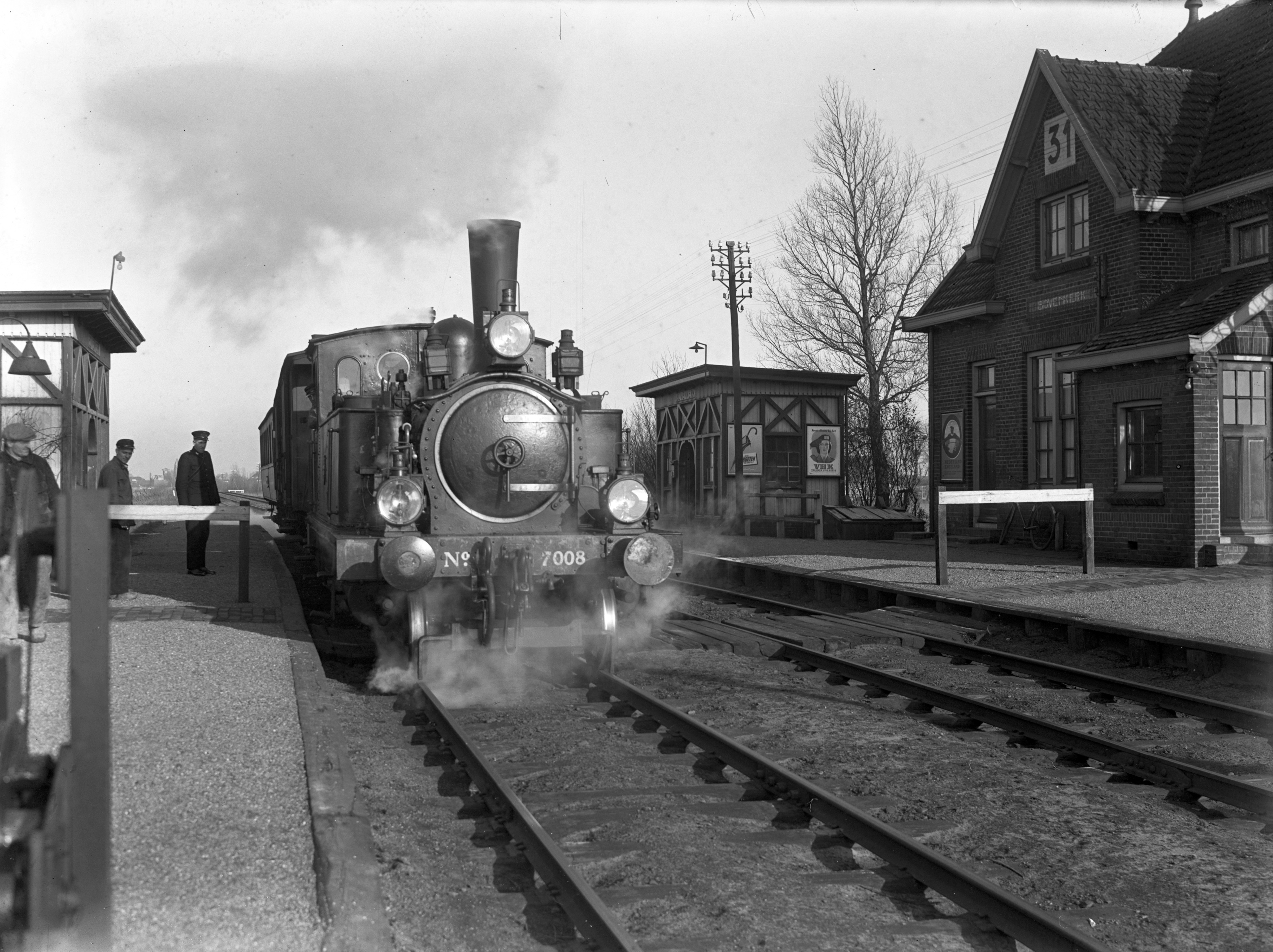
Stoomlocomotief nr. 7008 (serie 7000) van de NS met rijtuigen langs het perron van het station Bovenkerk.
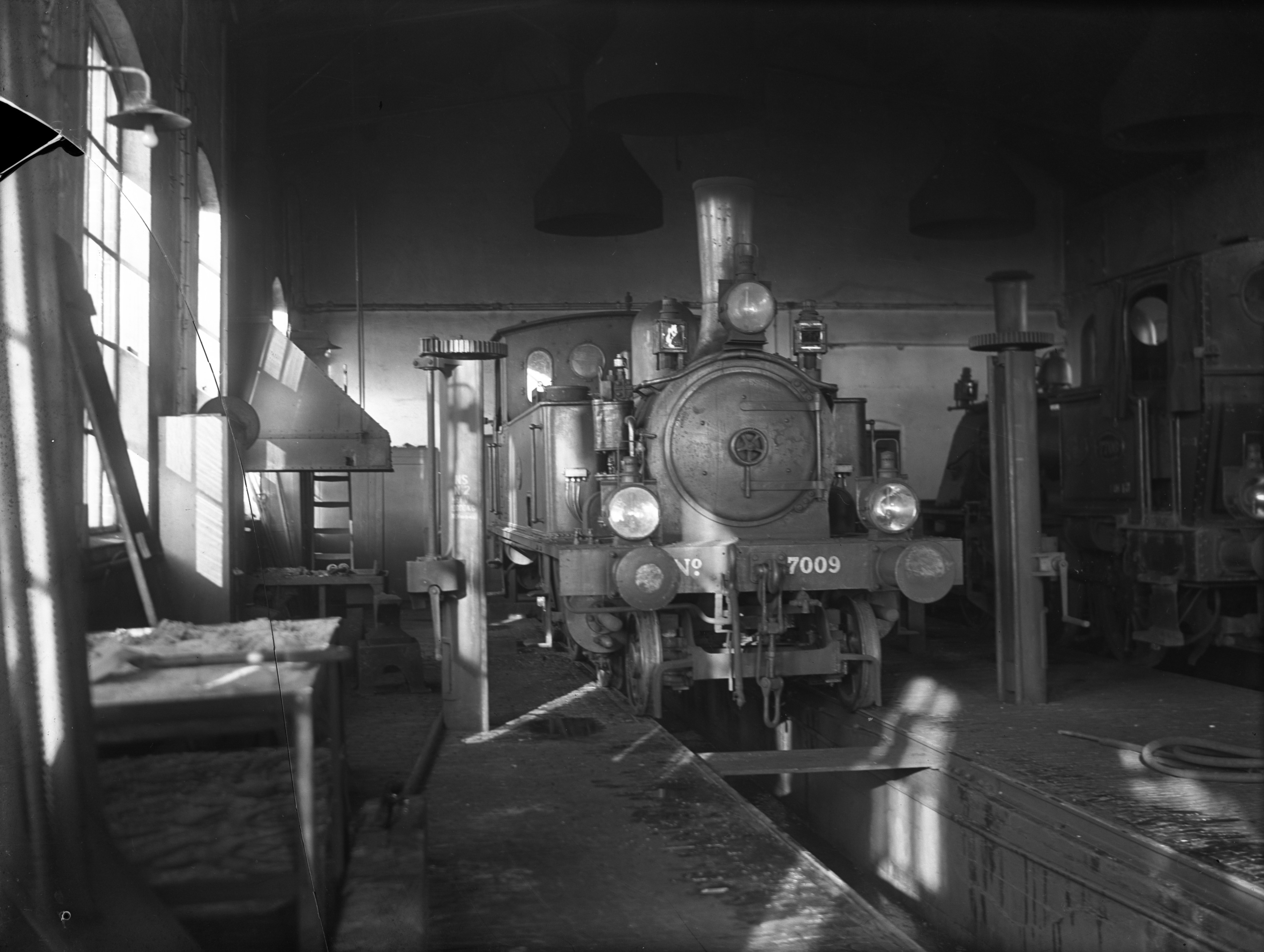
Stoomlocomotief nr. 7009 (serie 7000) van de NS in de locomotiefloods te Uithoorn.
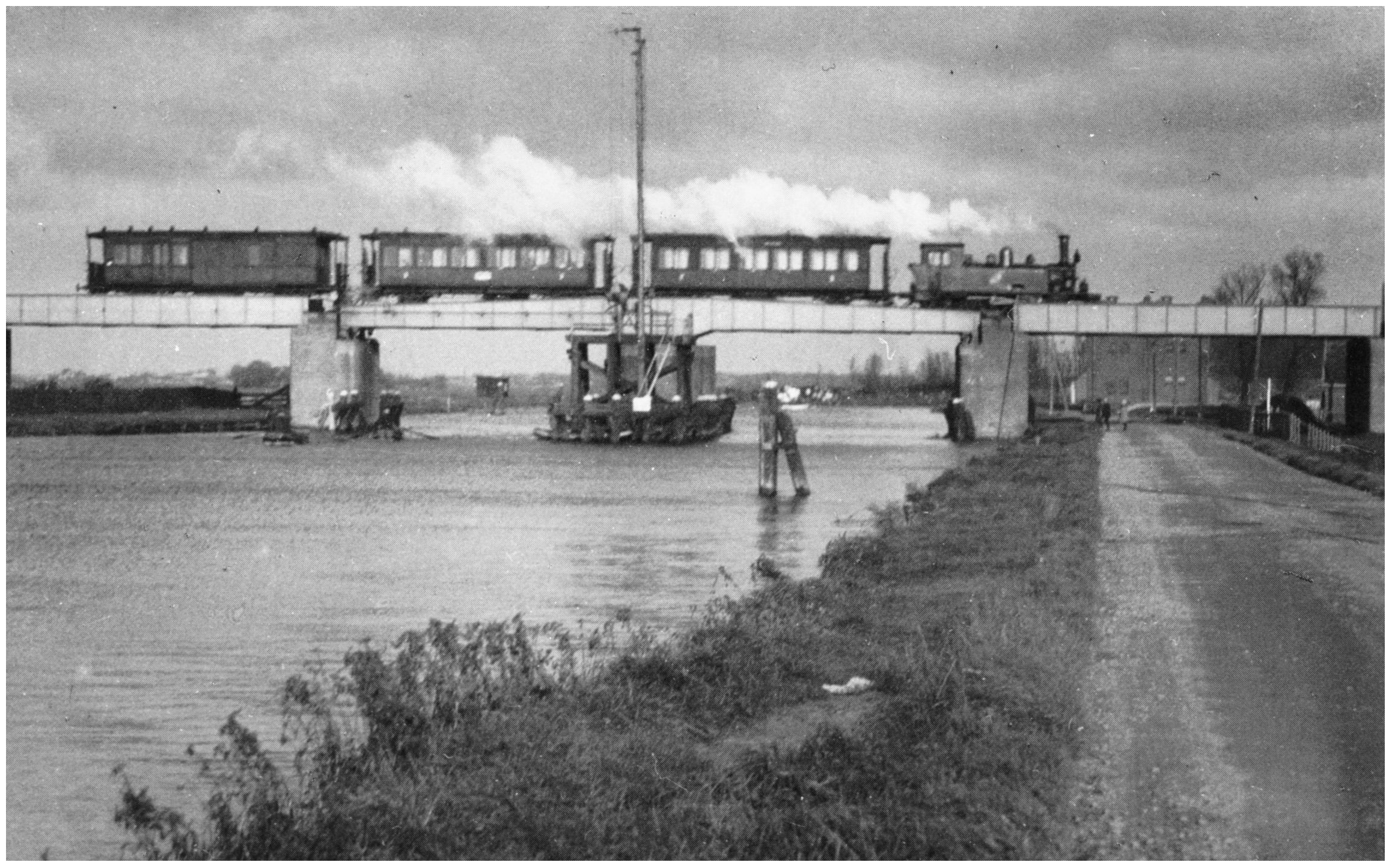
Stoomtrein met een NS 7000 op de draaibrug over de Zijl bij Leiden; circa 1930.
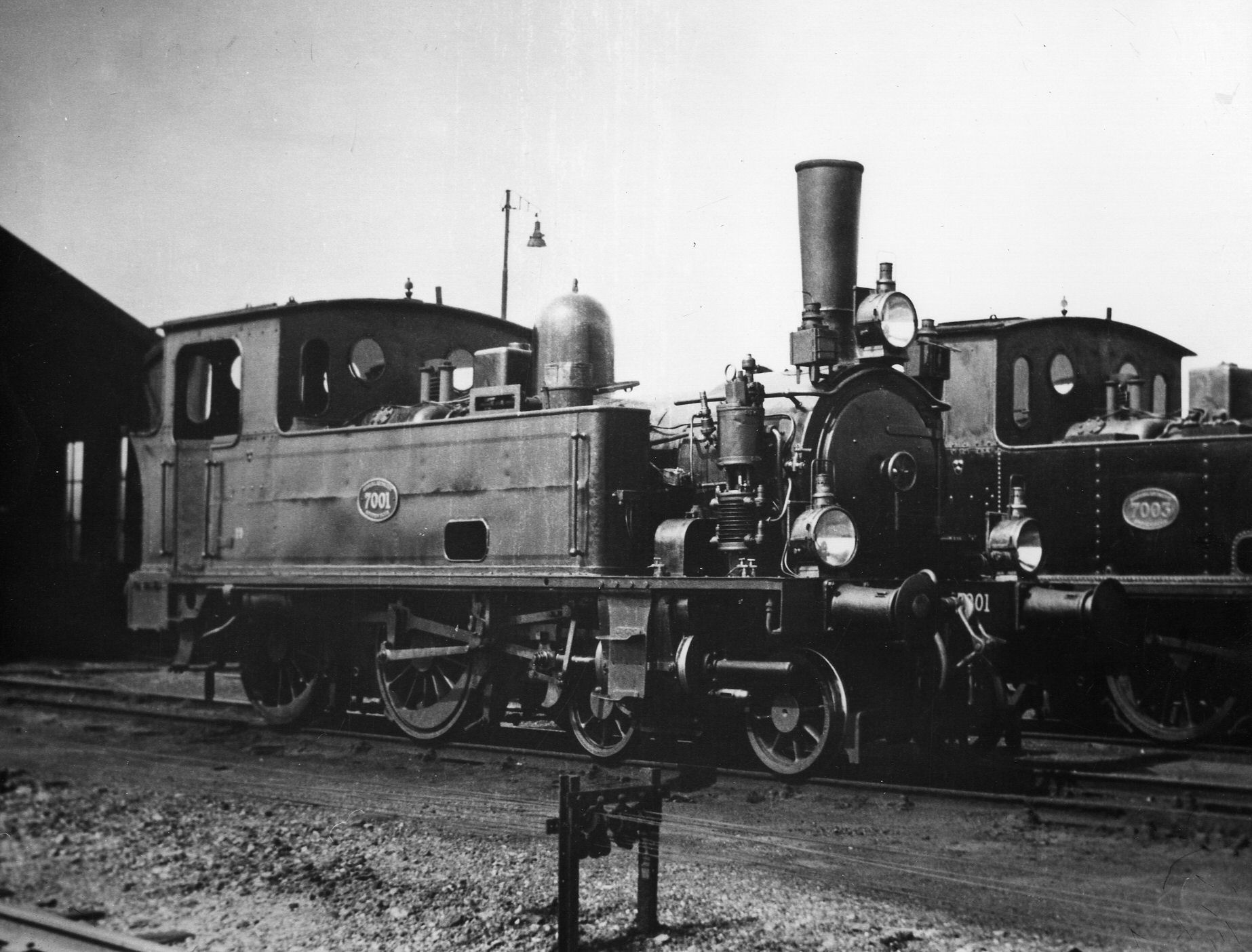
NS 7001 (Tussen 1925 - 1940)
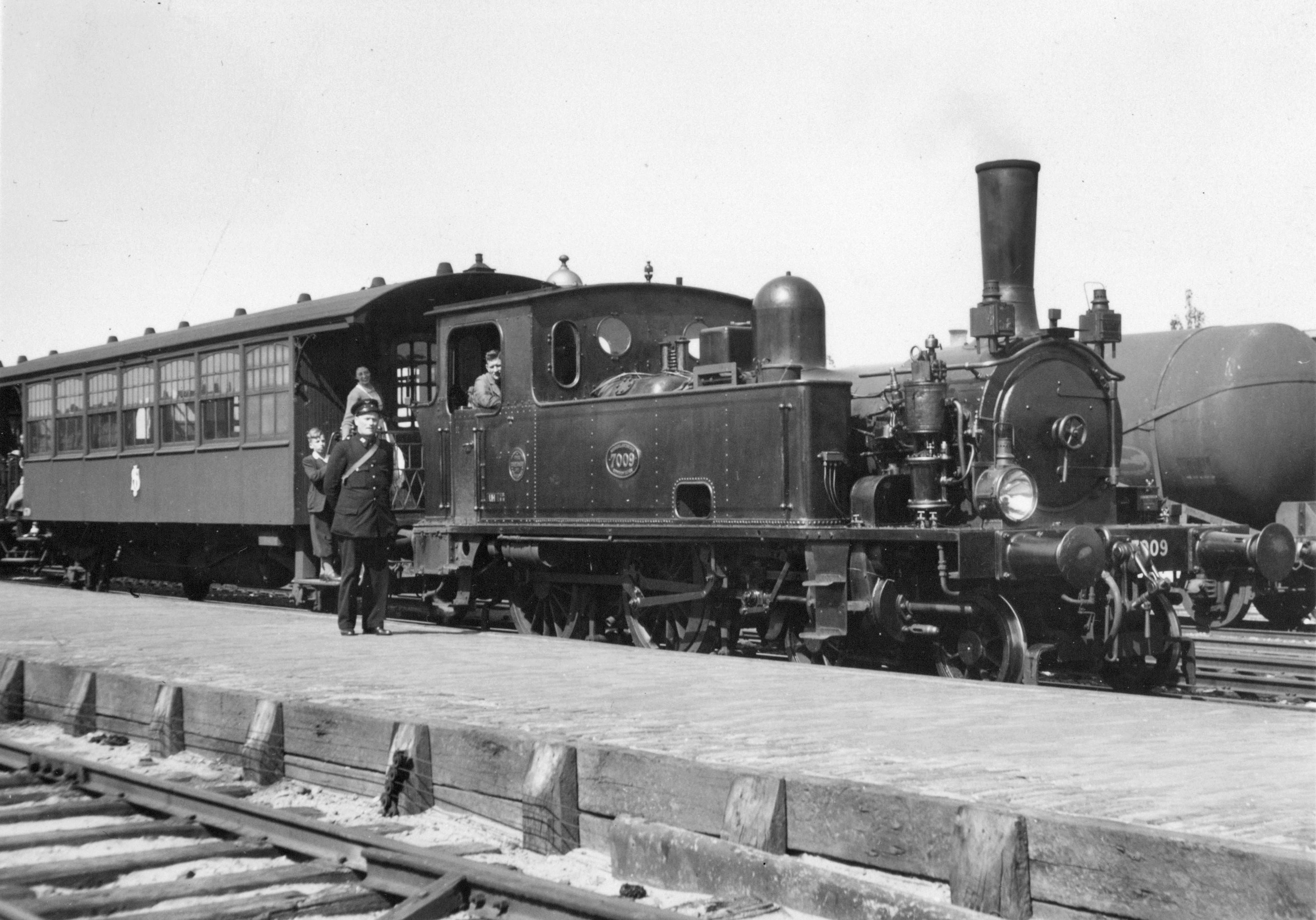
NS 7009 (Tussen 1946- 1950)